# Kaplica Oleśnickich
Kaplica Oleśnickich – świętokrzyska kaplica wczesnobarokowa, wybudowana w latach 1611–1620 z funduszy kasztelana Mikołaja Oleśnickiego.

## Historia
Kaplica w pierwszym jej okresie służyła jako grobowiec rodziny Oleśnickich. Pochowano w niej m.in. fundatora i jego małżonkę. W 1723 roku opat Mirecki przeniósł do niej relikwie Krzyża Świętego.

## Wystrój i architektura
Kaplica wzniesiona jest na planie zbliżonym do prostokąta (12×10 m), nakryta promieniście żebrowaną kopułą z XVII-wiecznymi freskami szkoły włoskiej. Główne pole nad ołtarzem wypełnia postać Chrystusa Zbawiciela Świata, dalej Najświętsza Maryja Panna, Jan Chrzciciel, Apostołowie, św. Benedykt i św. Scholastyka. U stóp każdego Apostoła umieszczone jest narzędzie jego męki. Poniżej czaszy kopuły malowidła z 1782 roku, autorstwa Macieja Reichana. W obrazach na ścianach artysta namalował historię drzewa Krzyża Świętego. Centralne miejsce zajmuje ołtarz główny, wczesnobarokowy, zbudowany z marmuru kieleckiego, dębickiego i alabastru. W tabernakulum przechowuje się relikwie Krzyża Świętego. Na ścianie południowej pomnik nagrobny fundatorów kaplicy.

## Podziemia
W podziemiach kaplicy znajduje się krypta grobowa, a w niej trumny: rodziny Oleśnickich, opata Sierakowskiego oraz nieznanego powstańca styczniowego z 1863 roku.

## Galeria

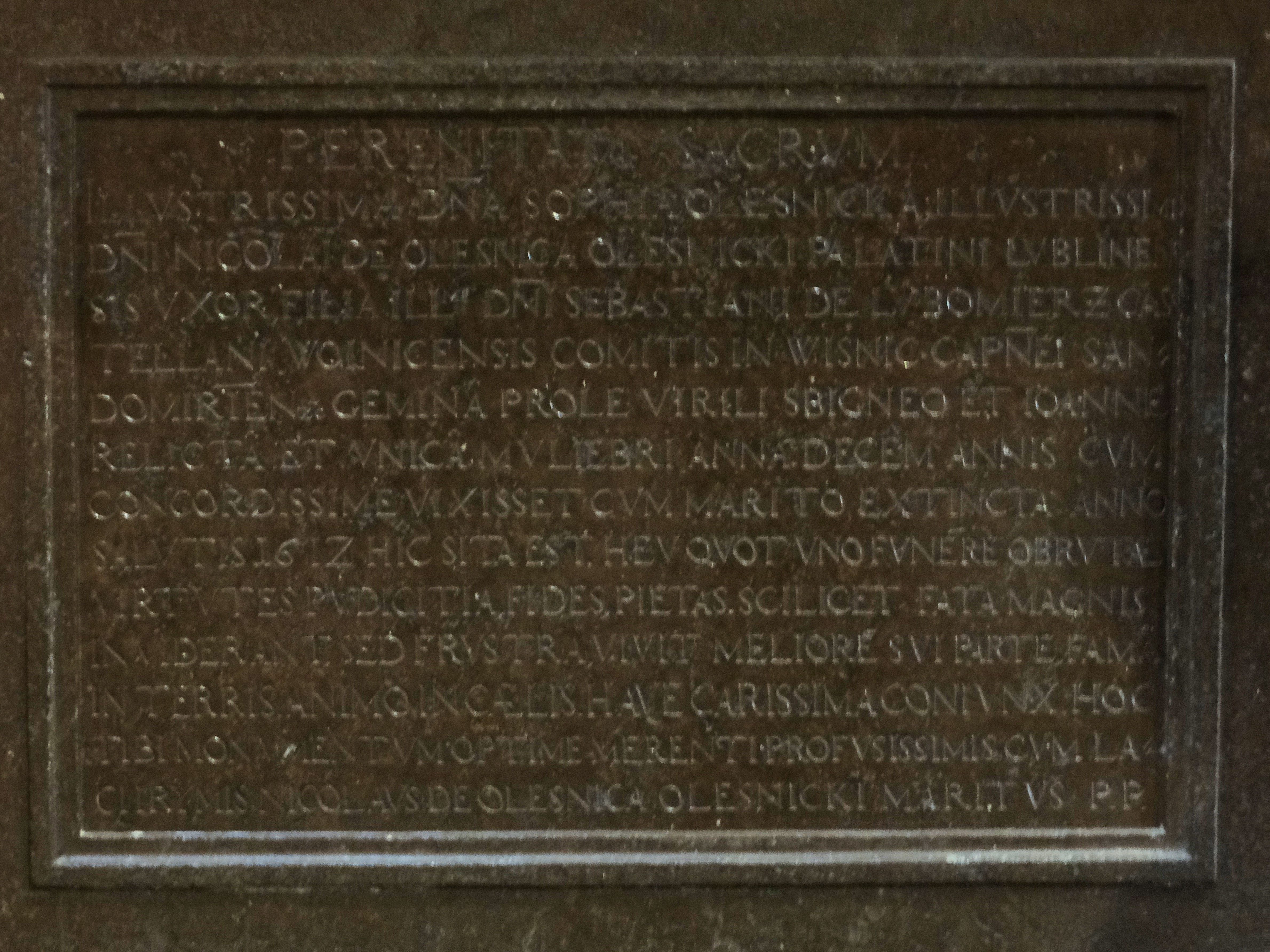
Płyta nagrobna
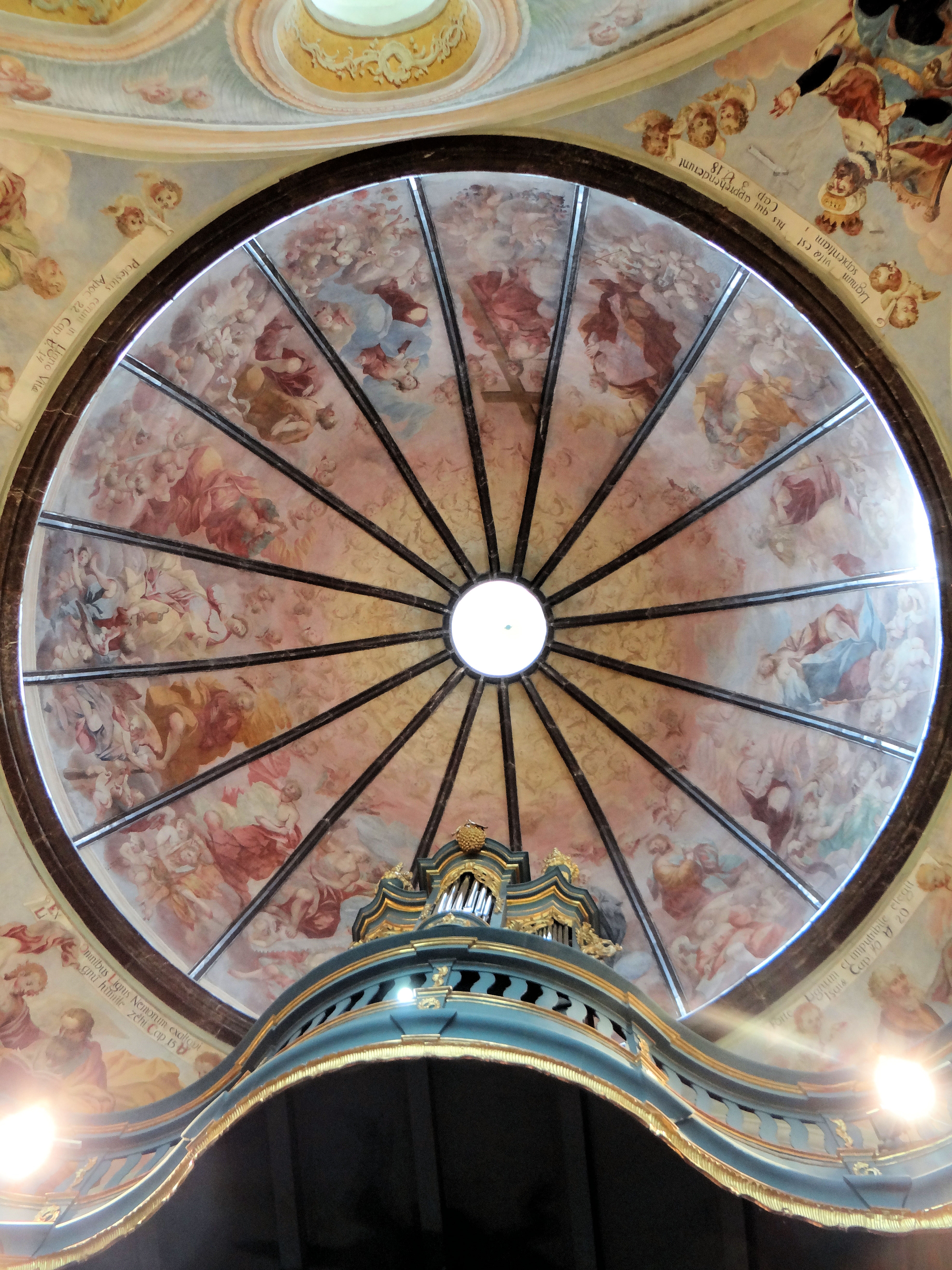
Sklepienie kopuły i organy
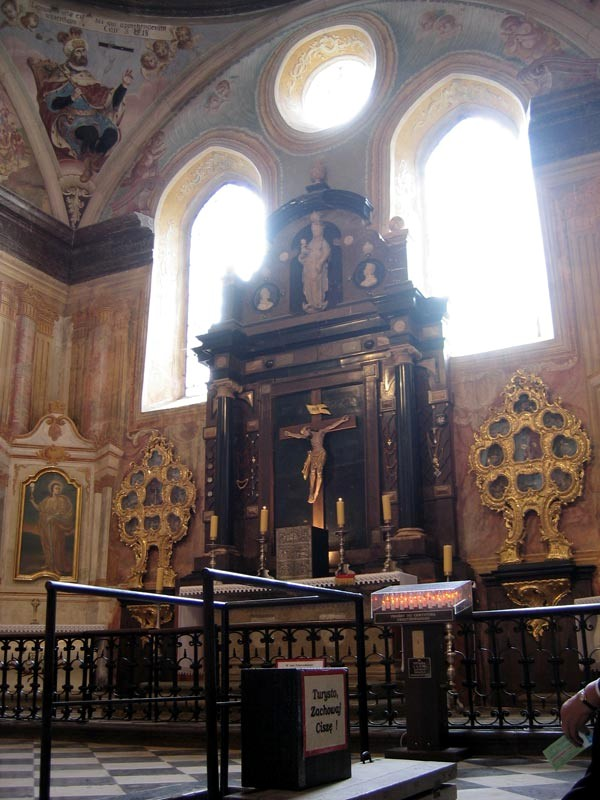
Ołtarz